# План побега 3
«План побе́га 3» (амер. Escape Plan: The Extractors) — американский остросюжетный боевик, являющийся продолжением фильмов «План побега» и «План побега 2».
В работе над третьей лентой была задействована практически та же команда, что и при создании первого и второго фильмов: производство организовывалось и контролировалось продюсерами Рэндоллом Эмметтом, Марком Кантоном, Робби Бреннером, Джорджем Фёрла и Заком Шиллером, а основным сценаристом по традиции стал Майлз Чэпман — автор персонажей, сюжетов и главный сценарист всей серии «План побега», на этот раз работавший в соавторстве с Джоном Херцфелдом. Херцфелд, в свою очередь, также выступил в качестве режиссёра фильма после сотрудничества с Сильвестром Сталлоне над картиной «Достань меня, если сможешь» и документальной лентой «Ад: Создание фильма „Неудержимые“». Помимо продюсеров и сценариста, в «План побега 3» вернулись пять персонажей первых двух фильмов — Рэй Бреслин, Трент Дероса, Хаш, Эбигейл Росс и Джулс в исполнении Сталлоне, Дейва Батисты, Кёртиса «50 Cent» Джексона, Джейми Кинг и Лидии Халл соответственно. Также в фильме снялись Девон Сава, Макс Чжан, Даниэл Бернхардт, Гарри Шам, Малис Джау, Ши Бакнер и другие актёры.
Как и предыдущий фильм, «План побега 3» не имел масштабной рекламной кампании и был выпущен в большинстве стран сразу в видеопрокат. Однако 27 июня 2019 года при поддержке компании Megogo Distribution фильму удалось выйти в кинотеатральный прокат России, в котором годом ранее положительных результатов добилась вторая лента серии. 2 июля «План побега 3» был выпущен компанией Lionsgate Home Entertainment в видеопрокат США (DVD, Blu-ray, VoD), где он увенчался успехом и занял лидирующие позиции в чартах, обойдя такие ленты, как «Дамбо», «Капитан Марвел» и «Мы». 9 сентября в iTunes Store состоялся выход российского цифрового издания фильма.

## Сюжет
После поездки по заводским местам в Мэнсфилде, штат Огайо, для компании ее отца, гонконгской компании Zhang Innovations, Дая Зенг и ее окружение были похищены наемниками, несмотря на то, что ее телохранитель и глава службы безопасности Бао Янг пытался отбиться от них. Похитители оставляют Янга без сознания с флешкой, адресованной эксперту по безопасности Рэю Бреслину.
В Лос-Анджелесе Бреслин пересекается с Шен Ло, бывшим телохранителем, работавшим в Zhang Innovations; оба идут по следу отца Даи Ву Зенга, чья компания отвечает за строительство тайных тюрем по всему миру. Они встречаются с помощниками Бреслина – его подругой Эбигейл, Хашем и Джулс, – когда приходит Янг с флешкой. В нем содержится видеообращение от Лестера Кларка-младшего, похитителя Даи и сына бывшего партнера Бреслина; в бизнесе с Зенгом Лестер-старший предал Бреслина и был отправлен на смерть.
Бреслин связывается с Трентом Деросой, и они прослеживают видео до тюремного комплекса в Латвии, известного как «Станция дьявола». Эбигейл также похищают, и Ву, приехав в Мэнсфилд на встречу с полицией, получает видеовызов от Лестера. Стремясь отомстить за гибель отца, Лестер требует выкуп в 700 миллионов долларов, или он казнит заложника. Бреслин, Дероса, Джулс, Шен и Янг отправляются в Латвию, чтобы спасти Даю и Эбигейл.
Когда Лестер угрожает заключенным, коллега Даи соглашается дать ему доступ к технологиям Зенга, но еще один заложник гибнет. Хаш наблюдает за тюрьмой с помощью дрона, и его тепловизионная камера показывает, что Лестер создал свой собственный черный сайт. Бреслин проникает в комплекс через канализацию, в то время как Шен и Янг приближаются к внешним стенам. Предупрежденный об их присутствии, Лестер оставляет Даю на стене в качестве приманки. Шен пытается удержать позицию и дождаться Бреслина, поняв, что это ловушка, но Янг безрассудно бросается вперед, несмотря на протесты Шена, и он и Шен подавляются наземными минами и попадают в плен. Лестер показывает, что флешка была следопытом, который привел его людей к Эбигейл, и делает вывод, что Шен и Дая влюблены. Он казнит Янга и насмехается над Бреслином по видеосвязи, перерезая горло Эбигейл.
Бреслин проходит через комплекс, убивая приспешников Лестера, включая Фрэнки и Сонни. Шен крадет электрошокер охранника, когда его ведут в камеру, используя его, чтобы начать огонь; он плавит свои ограничения и подчиняет охранников в дыму. Он освобождает Даю, но они сталкиваются с большим количеством охранников. ДеРоса прибывает, убивая охранников зажигательными снарядами. В последовавшем хаосе ДеРоса убивает Ральфа (одного из лучших прихвостней Лестера) в жестоком кулачном бою, а Шен убивает Сильву (другого из лучших прихвостней Лестера) в жестоком рукопашном бою, спасая Даю и Вонга (друга Даи и технологического аналитика Zhang Innovations). Оказавшись в ловушке в перестрелке с Лестером в верхних камерах, Бреслин ранен и обезоружен, но ему удается одолеть Лестера, прежде чем сказать ему, что убийство Эбигейл разорвало его на части и перерезать ему горло, сказав ему, что Эбигейл чувствовала себя именно так. Бреслин заканчивает тем, что сбрасывает его с мостика, мстя за Эбигейл.
Вернувшись в Мэнсфилд, Дая холодно здоровается с отцом, так как теперь она уже знает о настоящей деятельности его бизнеса, прежде чем уйти с Шеном. ДеРоса утешает Бреслина по поводу смерти Эбигейл, убеждая его простить себя, и Бреслин решает уйти в отставку.

## В ролях
| Актёр                    | Роль                 |
| ------------------------ | -------------------- |
| Сильвестр Сталлоне       | Рэй Бреслин          |
| Дейв Батиста             | Трент Дероса         |
| Кёртис «50 Cent» Джексон | Хаш                  |
| Девон Сава               | Лестер Кларк-младший |
| Макс Чжан                | Шен Ло               |
| Джейми Кинг              | Эбигейл Росс         |
| Даниэл Бернхардт         | Сильва               |
| Джефф Чейз               | Фрэнки               |
| Лидия Халл               | Джулс                |
| Гарри Шам                | Бао Янг              |
| Малис Джау               | Дая Зенг             |
| Ши Бакнер                | агент Ричленд        |
| Тайлер Джон Олсон        | Бун                  |
| Серджио Риццуто          | Нарко                |
| Расселл Вонг             | Ву Зенг              |

## Производство
Впервые о разработке третьего фильма было объявлено в апреле 2017 года, когда Сильвестр Сталлоне, снимаясь в «План побега 2», сообщил о том, что третья часть серии уже запущена в производство. В августе того же года полным ходом шёл подбор актёров как на массовочные роли, так и на роли со словами. Во время кастинга продюсеры были заинтересованы в актёрах, имевших опыт в смешанных боевых искусствах, так как в картине предполагалось наличие боевых сцен со Сталлоне и Дейвом Батистой.
Съёмки фильма начались в сентябре 2017 года и проходили в исправительном учреждении штата Огайо в Мансфилде, которое также использовалось при съёмках таких картин, как «Самолёт президента» и «Побег из Шоушенка». В целом фильм был снят за семнадцать дней.

## Рекламная кампания
В марте 2019 года в сети был опубликован первый официальный промопостер. В апреле того же года компания Megogo Distribution, выпустившая фильм в кинотеатральный прокат России, устроила презентацию на Российском кинорынке, где провела закрытый показ дублированного проморолика, который представлял собой по сути законченный трейлер фильма. Официальный выход дублированного трейлера состоялся 20 мая 2019 года.